# 『はるこ☆UP DATE』SONGS BEST
桃井はるこの半生を描いたオリジナルドラマはるこ☆UP DATEに使われた曲を収録したベストアルバム。
帯文句は「DVDドラマ「はるこ☆UP DATE」OP・EDはもちろん、「Mail Me」「GURA GURA」「スペースラブ」をセルフカバー！」

## 収録曲
1. 恋の冥王星
作詞・作曲：桃井はるこ 編曲：Haraddy
2. Mail Me(ver.2.0)
作詞・作曲：桃井はるこ 編曲：manzo
3. うしろゆびさされ組
作詞：秋元康 作曲：後藤次利 編曲：齋藤真也
4. アキハバラプソディー
作詞・作曲：桃井はるこ 編曲：久米由基
5. GURA GURA(ver.2.0)
作詞・作曲：桃井はるこ 編曲：Haraddy
6. スペースラブ(ver.2.0)
作詞・作曲：桃井はるこ 編曲：manzo
7. さいごのろっく
作詞・作曲：桃井はるこ 編曲：齋藤真也
8. ゆめのばとん
作詞・作曲：桃井はるこ 編曲：manzo

## 概要
収録曲は『はるこ☆UP DATE』に用いられたものの内、新規作曲ないし再制作された歌唱曲であり、BGMに用いられた、「Friendship」・「アキハバラブ」・「LOVE.EXE」などのピアノ演奏・オルゴール演奏などインストゥルメンタル曲のサウンドトラックは前後編DVD BOXの特典CDに収録されている。
『はるこ☆UP DATE』のライブシーンは、今作DVDにもPVとして収録されているが、桃井の愛好家であるモモイストが多数友情出演しており、その一覧が封入されている。また、連動特典として、前編・後編と今作購入者には、「ED曲「ゆめのばとん」PV」と「11月14日 新宿明治安田生命ホールイベント 舞台裏 完全密着映像 」の収録されたDVDが送られた。

## 解説
恋の冥王星
当時、冥王星が太陽系の惑星から格下げされる事件が起き、それに影響されて作曲したもの。
Mail Me(ver.2.0)
原曲のMail MeはUNDER17などで協業した小池雅也との共作であったが、当時は解散の経緯により疎隔を生じていたこともあり、改めて制作し直したもの。元々電子音と小池の伸びやかなギターが特徴的であったものが、サックスなどを用いたバンド色の強いものになっている。
アキハバラプソディー
藤山一郎の東京ラプソディーを彷彿とさせる曲調で、秋葉原の名所やオタクの有り方とともに、変わらぬ人の心を歌ったもの。
GURA GURA(ver.2.0)
元々は電脳少女バーチャリアンコで発表されたもの。原曲はバーチャルモバイドルのコンセプトもあり、アイドル歌謡を歌う不思議少女とテクノ系の電子音の編曲であったが、爽やかなロックサウンドで歌唱もそれにあったものになっている。
スペースラブ(ver.2.0)
元々は、UNDER17の前身となった小池とのPoly-Phonic名義で発表されたもの。Poly-Phonicはソロユニット名義であった。
さいごのろっく
十代の頃から抱いていた「過去の自分と同じ様に悩んだり、すごく閉塞感を感じて、絶望的になっている人がいるんじゃないか」「濁った水槽の中にいるような息苦しさを感じている人に、でも世界はそんな狭いもんじゃないんだよ」との思想を「人を励ますにはあまり現実的なことを突きつけるのはよくないと思っていたが、自分の話だし、つらいことも歌おう」とメッセージソングとして表したもの。
ゆめのばとん
「わたしの活動は、色んなものを見に行ったりして、楽しかったり、感動したり、そういうものでわたしはできていて、今自分がものをつくっていって、誰かに届けていきたいと思っているところなので、それはまるでバトンを回しているようだと。わたしが受け取ったものをまた誰かに渡していければいいな」という想いから作曲し、題名はサイリウムがバトンのように見えることから名付けられた。

## 収録映像
1. さいごのろっく (Promotion Video)
2. Mail Me (Original) (Promotion Video)
3. GURA GURA (Original) (Promotion Video)

この内、GURA GURAのPVは1997年当時の秋葉原をバーチャル・モバイドルもあいはること化して闊歩したもので、駅前にバスケットボール広場があり、パソコン関連店を核とする電気街であった秋葉原を活写するライブヒストリーであるとともに、芸能と無縁であった秋葉原の路上でゲリラライブを行う様子も収録し、後のライブアイドルの街秋葉原へ繋がる端緒となる映像である。

## 参考資料
- 『THE声優マガジンVOICHA！』 2007年1月4日 シンコーミュージック・エンタテイメント p.32
- 『アキハバLOVE〜秋葉原と一緒に大人になった〜』 扶桑社 2007年01月25日 ISBN 978-4594053109 pp.164-171
- 「「はるこ☆UP DATE」を100倍楽しむ方法 前編」『はるこ☆UP DATE 前編 特典CD』